# Cattotes
× Cattotes, (abreviado Ctts) en el comercio, es un híbrido intergenérico entre los géneros de orquídeas Cattleya × Leptotes. Fue publicado en Orchid Rev. 90(1067, cppo): 8 (1982).